# Tendance bolchevique internationale
 (mars 2019).
La Tendance bolchevique internationale est une organisation trotskiste visant la révolution communiste mondiale.

## Histoire
Dans les années 1970, beaucoup de membres de la Ligue communiste internationale (quatrième internationaliste) l'ont quitté, la trouvant trop bureaucratique et centrée autour de son chef, James Robertson. Ces membres forment alors la Tendance Bolchevique en Amérique du Nord, le Gruppe IV Internationale en Allemagne. Bill Logan, qui était l'un des dirigeants de la LCI, expulsé, retourne en Nouvelle-Zélande, pour organiser le Groupe Révolution Permanente. La Tendance bolchevique internationale est formée par ces organisations en 1987.
Une implantation en Grande-Bretagne fut réalisé via une tactique d'entrisme de membres de la Tendance venant d’autre pays dans le Socialist Labour Party. L'entrisme n'a pas été couronné de succès, mais des cellules britanniques ont été implantées.
La Ligue Communiste Internationale (quatrième internationaliste), mène une campagne incessante d'attaques contre la Tendance.[réf. nécessaire]